# Листвянка (Запорожская область)
Листвянка (укр. Листвянка) — село,
Вишневатский сельский совет,
Розовский район,
Запорожская область,
Украина.
Код КОАТУУ — 2324981207. Население по переписи 2001 года составляло 377 человек.

## Географическое положение
Село Листвянка находится на правом берегу реки Кальчик,
ниже по течению на расстоянии в 2,5 км расположено село Вишневатое.
В 1-м км расположено село Беловеж.

## История
- 1823 год — дата основания как Немецкая колония № 4, затем переименованное в, «Schönbaum» или «Schönbrunn», а затем Листвянка [2]. Поселение основано на площади в 1592 десятин земли немецкими переселенцами в составе 27 семей из Западной Пруссии (район Данцига), а также перешедшими из нем. Tagelöhner Молочной колонии.
- К 1912 году была начальная школа с четырьмя классами образования. Учитель села учил 12 школьников.

## Известные личности
Первыми прибывшими переселенцами из-за рубежа, основателями села, были: Döhring, Nielke, Pahl (от нем. Stobbendorf Мариенбург).

## Статистика изменения численности населения
Жителей (по годам): 347 (1859), 570 (1912), 570 (1918), 388 (1919), 395 (1922). К 2001 году население составляет 377 человек.

### Религия
Протестантская деноминация — молитвенный дом меннонитов.

## Интернет-ссылки
- Погода в селе Листвянка